# Phyllocoptes parvulus
Phyllocoptes parvulus är en spindeldjursart som först beskrevs av Alfred Nalepa 1892.  Phyllocoptes parvulus ingår i släktet Phyllocoptes, och familjen Eriophyidae. Arten är reproducerande i Sverige.